# Атруис ап Мейриг
Атруис ап Мейриг (валл. Athrwys ap Meurig, лат. Artorius, также , иногда ошибочно Артуис (валл. Arthwys); ок. 502 — до 575 года) — принц и возможный король Гвента в VI веке.

## Биография
Атруис был старшим сыном Мейрига ап Теудрига и Онбрауст, дочери правителя Эргинга Гурганта. Таким образом Карадог Сухорукий приходился ему дядей, его сын Каурдав двоюродным братом, а его сын Медрауд был племянником. Этот Медрауд мог стать прототипом Мордреда. Согласно уэльским генеалогиям, Гвенхвифар (Гвиневра), была также его двоюродной племянницей и таким образом троюродной сестрой Медрауду. Принц, который фигурирует в генеалогиях этого региона, хотя его имя случайно отсутствует в самой ранней версии. В «Книге Лландафа» он часто появляется как генеалогическое связующее звено между Морганом и Мейригом, и по мнению Питера Бартрума, никогда не упоминается, как сам король, из чего следует, что он умер при жизни Меурига. Помимо Моргана, он был отцом Итела и Гвайднерта.
Он упоминается в документе в Книге Лландафа: "Athruis rex Guenti regionis pro anima patris sui Mourici". Подарил епископу Комерегу, своему брату, несколько церквей, и все в Эргинге. Среди свидетелей были Идно, аббат Болгроса, Элхеарн, аббат Ланна Гуорбо (Гаруэй), Гуртогуи, аббат Ллантеви, и Гвернабуи, аббат Гартбенни. Все это были «ученики» святого Дубриция. Из других источников не известно, что король Гвента с таким именем жил в то время. Женой же Атруиса ап Мейрига, возможно, была Кенедлон верх Бриафал, отец которой по мужской линии потомок Пейбио Прокаженного. По другой версии эта наследница Эргинга была женой его сына Итела.
У Йоло Моргануга имя Атруис по-разному пишется с ошибками, и в одном месте мы находим его написанным как Артур. Похоже, это побудило Уильяма Оуэна Пью в его Кембрийской биографии 1803 года выдвинуть предположение, что Король Артур был тем же человеком, что и Атруис ап Мейриг. Его обсуждали и отвергали Шэрон Тернер и Райс Рис, но принимал Роберт Оуэн, а также Барам Блэкет и Алан Уилсон.
Около 560 года наблюдаются смерти нескольких других кельтских правителей (Мелиодас Корнубский, Кинан Майлиэнидский, Брохвайл Поуисский, Мейриг Динодингский, Сервил Кередигионский, Кинир Рыжий, Элиффер Эвраукский, Артуис Элметский, Элидир Южнорегедский, Кинрик Уэссексский и другие). Вероятно, молодой Артуис был неплохим воином, а какие-то эпизоды его биографии нашли отражение в легендах о короле Артуре. Артуис не пережил своего отца.
Мейриг отрекся от престола как государь, в пользу своего сына Атруиса, но вернулся на трон в свои последние годы жизни. В Книге из Лландафа, он упоминается вместе с внуками Ителом и Морганом, без их отца — своего сына — Атруиса, как живущие в годы епископства Эутогуи, который умер около 615 года. При последующих епископах Мейриг не упоминается как живой, что позволяет предположить его смерть до 615 года. Возможно отец Артуиса умер в 575 году,, что означает и смерть Артуиса до 575 года. В другой хартии, где упоминается Атруис, как король Гвента, его брат Комерег фигурирует уже как епископ, видимо Гвента и Эргинга. В Книге из Лландава, его отец упоминается с сыновьями Атруиса Ителом и Морганом, без самого Атруиса, как живущие в годы епископства Эутогуи
Атруис стал прототипом Короля Артура, а его жена Гвенхвифар верх Гвитир ап Оуайн ап Гурган прототипом Гвиневры. Возможно, Атруис был похоронен в Минид-и-Гаэре, что в современной области Бридженд.
Возможно, что Ноуи, обозначенный как сын Артура, на самом деле Ноуи Старый, сын Артуира, правителя Дифеда.